# Мошкавиде
Мошкавиде (порт. Moscavide) — район (фрегезия) в Португалии, входит в округ Лиссабон. Является составной частью муниципалитета Лореш. Находится в составе крупной городской агломерации Большой Лиссабон. По старому административному делению входил в провинцию Эштремадура. Входит в экономико-статистический субрегион Большой Лиссабон, который входит в Лиссабонский регион. Население составляет 14 266 человека на 2011 год. Занимает площадь 1,02 км².
Покровителем района считается Антоний Падуанский (порт. Santo António de Lisboa).

## История
Район основан в 1928 году.

## Демография
| Численность населения муниципалитета по годам | Численность населения муниципалитета по годам | Численность населения муниципалитета по годам | Численность населения муниципалитета по годам |
| --------------------------------------------- | --------------------------------------------- | --------------------------------------------- | --------------------------------------------- |
| 1930                                          | 1991                                          | 2001                                          | 2011                                          |
| 1 867                                         | 14 730                                        | 12 184                                        | 14 266                                        |